# Herina ghilianii
Herina ghilianii is een vliegensoort uit de familie van de prachtvliegen (Ulidiidae). De wetenschappelijke naam van de soort is voor het eerst geldig gepubliceerd in 1869 door Camillo Róndani.